# گروه همنام
گروه همنام یک فهرست انتخاباتی برای انتخابات مجلس شورای اسلامی (۱۳۵۹–۱۳۵۸) بود که ادعا می‌کرد نامزدهای خود را بر اساس شایستگی و بدون توجه به وابستگی به حزب انتخاب می‌کند. اعضای این فهرست را بیشتر اعضای حزب نهضت آزادی تشکیل می‌دادند. این گروه با تقریباً ۱۵ تا ۲۳ کرسی را در مجلس شورای اسلامی تشکیل داد. به دلیل درگیری‌های داخلی، نهضت آزادی لیستی صادر نکرد اما اعضای آن در لیست اپونیم قرار گرفتند. اعضای این فهرست اعضای نهضت آزادی، جاما و حزب جمهوری اسلامی بودند.